# آرشانژه
آرشانژه (به فرانسوی: Archingeay) یک کمون در فرانسه است که در canton of Saint-Savinien واقع شده‌است. آرشانژه ۱۶٫۶۱ کیلومتر مربع مساحت دارد ۲۴ متر بالاتر از سطح دریا واقع شده‌است.